# Deronzière

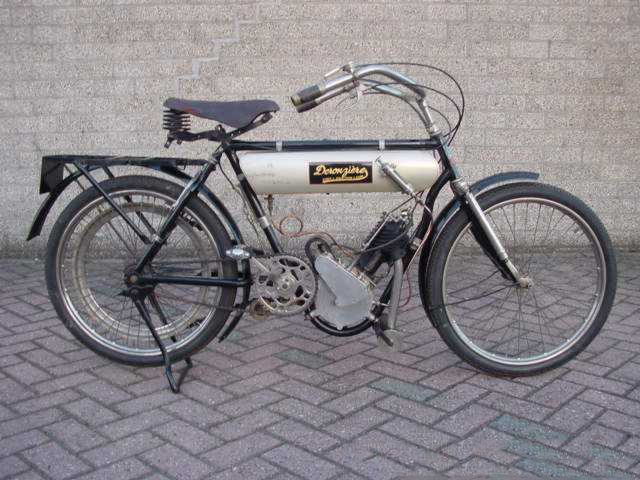
Deronzière Autocyclette 282 cc 1907

Deronzière is een Frans historisch merk van motorfietsen.
De bedrijfsnaam was: Ets. Deronzière, Ferrez & Fils & Charton, Lyon.
Deronzière was in het begin van de 20e eeuw een bekend en gewaardeerd motorfietsmerk. Deronzière was eigenlijk een textielfabriek, die in 1903 als bijproduct haar eerste motorfietsen maakte. Ze was eigendom van Francisque Croizier-Deronzière, die in 1908 de motorenfabriek overdroeg aan Eugène Billion, die de motorfietsen onder verschillende merknamen verder ontwikkelde. Het bedrijf gebruikte aanvankelijk een zelf ontwikkelde 282cc-snuffelklepmotor, maar later werden ook motorblokken van Zedel, Peugeot en andere merken gebruikt. De Deronzière-motorfietsen verdwenen na het uitbreken van de Eerste Wereldoorlog in 1914 van de markt.
Billion bracht ook motorfietsen onder andere merknamen op de markt: tot aan het begin van de Eerste Wereldoorlog als RPF, Superior, Hirondelle en Rupta, daarna tot aan het begin van de Tweede Wereldoorlog onder de naam Ultima.